# Tony Grealish
Anthony Patrick "Tony" Grealish (21. september 1956 - 23. april 2013) var en engelskfødt irsk fodboldspiller (midtbane).
Grealish spillede hele sin 21 år lange seniorkarriere i engelsk fodbold, hvor han repræsenterede blandt andet Brighton & Hove Albion, Manchester City og West Bromwich Albion.
For det irske landshold spillede Grealish 45 kampe i perioden 1976-1985, hvori han scorede otte mål.
Grealish døde af kræft i 2013 i en alder af 56 år.